# Pumpversuch
Ein Pumpversuch ist ein hydrogeologischer Feldversuch. Aus einem Brunnen wird mit einer definierten Förderrate Wasser gepumpt, wodurch sich der Wasserspiegel (Abstich) im Brunnen selbst und in der Umgebung absenkt. Es bildet sich im Verlauf ein Absenkungstrichter, der sich mit zunehmender Zeit weiter ausbreitet und vertieft.
Je nach Zielsetzung unterscheidet man unterschiedliche Typen:
1. Hydrologischer Pumpversuch zur Ermittlung der Aquifer-Parameter (insbesondere Transmissivität und Speicherkoeffizient)
2. Leistungspumpversuch zur Ermittlung der Leistungscharakteristik eines Brunnens
3. Immissionspumpversuch zur Ermittlung der durch einen Pumpversuch förderbaren Inhaltsstoffe des Grundwassers, z. B. Schadstoffe einer Grundwasserverunreinigung

Ein hydrologischer Pumpversuch wird zumeist mit einer konstanten Förderrate durchgeführt, während beim Leistungspumpversuch die Förderrate stufenweise erhöht wird.
Zur Auswertung von Pumpversuchen, insbesondere zur Bestimmung der Transmissivität bzw. des Durchlässigkeitsbeiwerts, verwendet man meistens ein analytisches Grundwassermodell. Der Pumpversuch ist für die Bestimmung von Grundwasserleiterkennwerten in großflächigen Gebieten das wohl zuverlässigste Testverfahren.
Vor der Installation einer Grundwasserwärmepumpe wird zusätzlich zum Pump- auch ein Sickerversuch durchgeführt, da das zum Betrieb der Wärmepumpe entnommene Wasser über einen Schluckbrunnen wieder ins Grundwasser rückgeführt werden muss.